# Райнбах
Райнбах (нім. Rheinbach) — місто в Німеччині, знаходиться в землі Північний Рейн-Вестфалія. Підпорядковується адміністративному округу Кельн. Входить до складу району Райн-Зіг.
Площа — 69,74 км2. Населення становить 26 949 ос. (станом на 31 грудня 2020).